# Mitch Valize
Mitch Valize (n. 1995, Heerlen, Limburg, Țările de Jos) este un ciclist de performanță. A participat la competiții asociate Jocurilor Olimpice în care a câștigat două medalii de aur.